# Ricky Nelson
Eric Hilliard Nelson, bedre kendt som Rick Nelson (8. maj 1940 – 31. december 1985) var en amerikansk pop/country/rock'n'roll sanger og guitarist. Døde i en flyulykke i 1985 i Texas.

## Diskografi
- Rick nelson (1957)
- Ricky nelson (1957)
- Bright lights and country music (1966)
- Another side of rick (1967)
- Country fever (1967)
- Hello mary lou (1968)
- 1969-1976 (1969)
- Perspective (1969)
- Rick nelson in concert (1970)
- Rudy the fifth (1971)
- Garden party (1972)
- Memphis sessions (1978)
- Live at the aladdin (1979)
- Playing to win (1980)
- Rick nelson – in concert – from chicago to l.A. (1983)
- Live 1983-1985 (1983)
- Playing to win(plus 6 bonus tracks) (2001)